# Mahlab

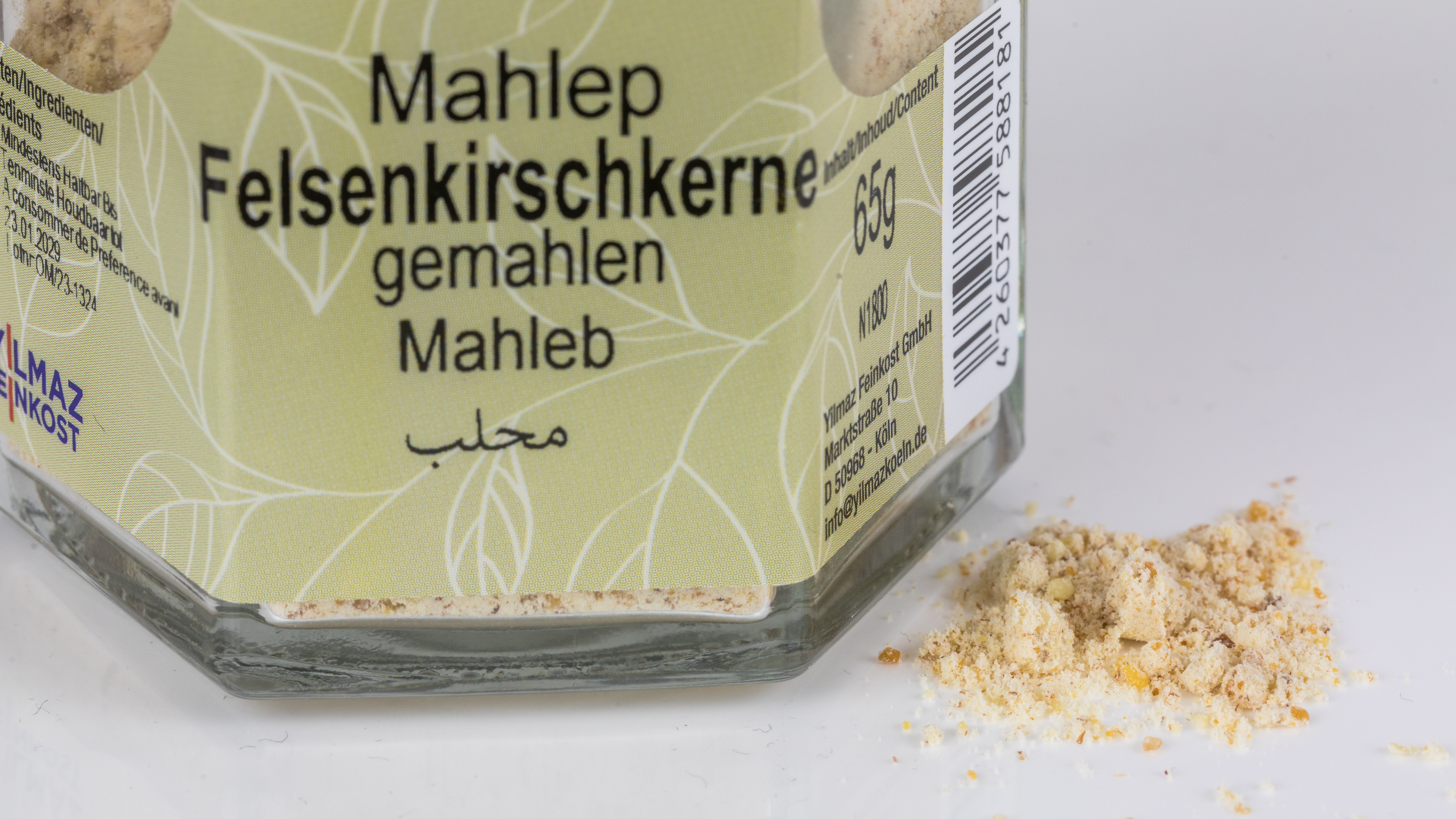
Ein Glas mit Mahlab

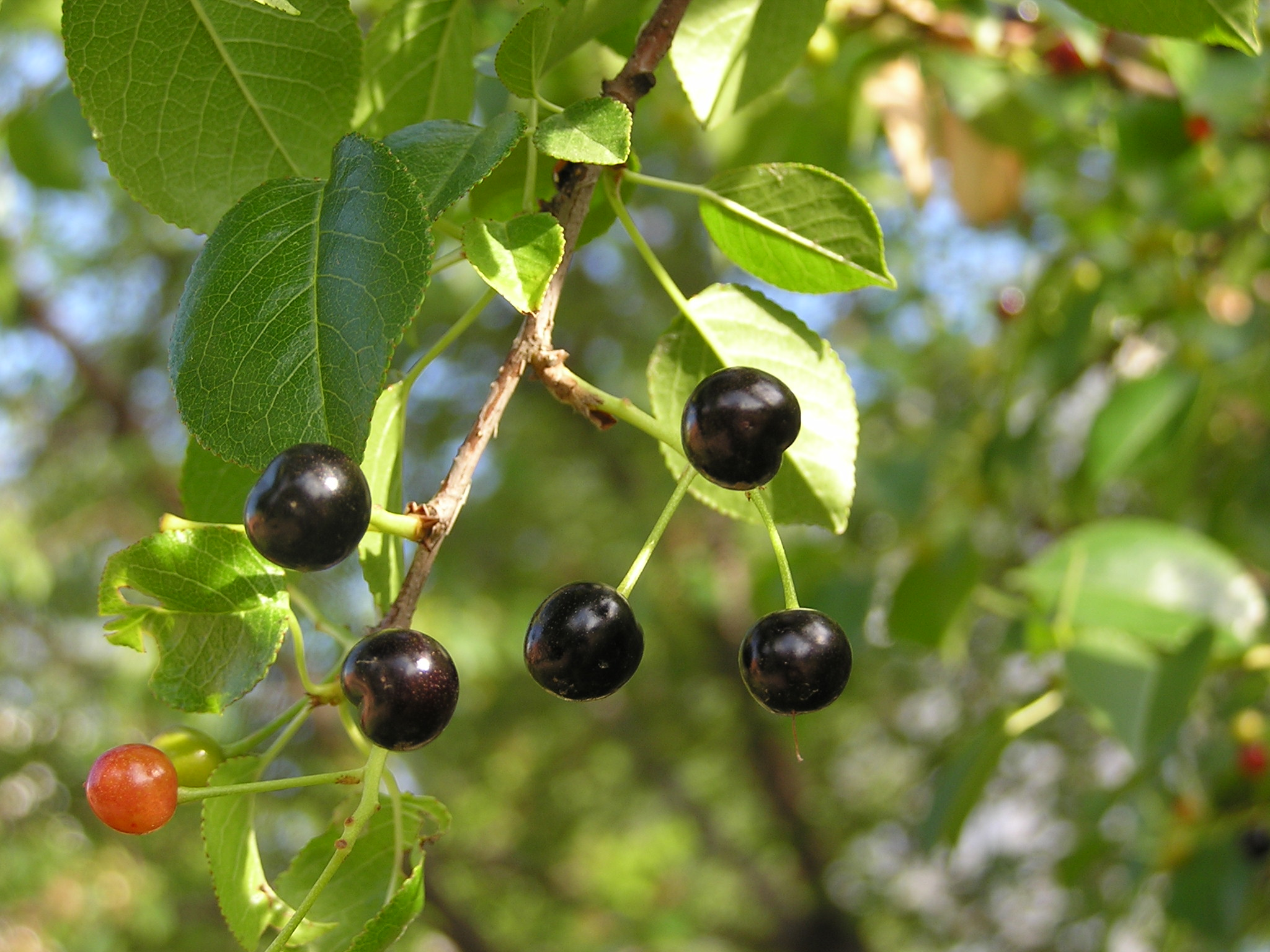
Felsenkirschen.

Als Mahlab, auch Mahalab, Mahleb oder Mahaleb, bezeichnet man den Keimling aus dem Kern der Felsenkirsche. 
In der arabischen (vor allem in Syrien), türkischen sowie griechischen Küche wird Mahlab (türk. Mahlep, griechisch μαχλέπι) seit Jahrhunderten als Gewürz und Backzutat mit süß-saurem, nussigem Geschmack genutzt. Das Pulver der gemahlenen Kerne wird vor allem für Brot- und Gebäckspezialitäten (z. B. für türk. Açma) genutzt. Aufgrund des hohen Fettgehaltes ist Mahlab nicht sehr lange haltbar.